# Hraniční přechod Hevlín – Laa an der Thaya
Hraniční přechod Hevlín – Laa an der Thaya (německy Grenzübergang Laa an der Thaya – Hevlín) je bývalý silniční hraniční přechod na česko-rakouské státní hranici na hraničním úseku IX/26 - IX/26-1 (IX/26 - IX/26-1) mezi českou obcí Hevlín (okres Znojmo, Jihomoravský kraj) a rakouským městem Laa an der Thaya (okres Mistelbach, Dolní Rakousy). Přechod leží v nadmořské výšce 181 m n. m. na silnici II/415; za hranicí pokračuje rakouská silnice B46. Před zrušením byl určen pro pěší, cyklisty, motocykly, osobní automobily, autobusy a nákladní automobily.
Hraniční přechod byl zrušen při vstupu České republiky do Schengenského prostoru v roce 2007. V případě dočasného znovuzavedení ochrany vnitřních hranic je provoz na hraničním přechodu upraven Sdělením Ministerstva vnitra č. 395/2021 Sb.